# Linzi Stoppard
Pour les articles homonymes, voir Stoppard.
 (novembre 2012).
Linzi Stoppard est une violoniste, joueuse de violon électrique, née en 1979 dans le comté de Surrey (Royaume-Uni).

## Biographie
Linzi Stoppard commence le violon à l'âge de quatre ans. Elle suit la méthode Suzuki ; elle est membre de l'orchestre junior de Londres et donne de nombreux concerts en Europe. Elle commence à travailler comme modèle à partir de ses dix-huit ans.
A dix-neuf ans, elle est repérée par les producteurs de musique Oliver Adams et Praga Khan lors d'une session de violon, et rejoint le groupe de heavy metal américain Tattoo of Pain. Linzi Stoppard a ensuite fait partie du duo Babe Instinct, dans lequel elle chante. Elle revient par la suite au violon électrique.
En juin 2004, elle épouse Will Stoppard, fils de Tom Stoppard et du Dr Miriam Stoppard. En 2006, le réalisateur Stephen L'Heureux lui offre un petit rôle dans son prochain film, après avoir vu son spectacle au Festival de Cannes. 
À la fin de l'année 2007, Linzi Stoppard rejoint Ben Lee pour former un duo de heavy metal connu sous le nom de Fuse. 
L'album, publié deux ans plus tard, en 2010, contient une version de la chanson Fix You de Coldplay.
En septembre 2010, Linzi Stoppard a participé à la Fashion For The Brave à Londres pour plusieurs associations d'aide aux combattants et anciens combattants des forces armées britanniques (Help for Heroes, Household Cavalry Operational Casualties Fund et ABF – The Soldiers Charity).